# Nicholas Grimshaw

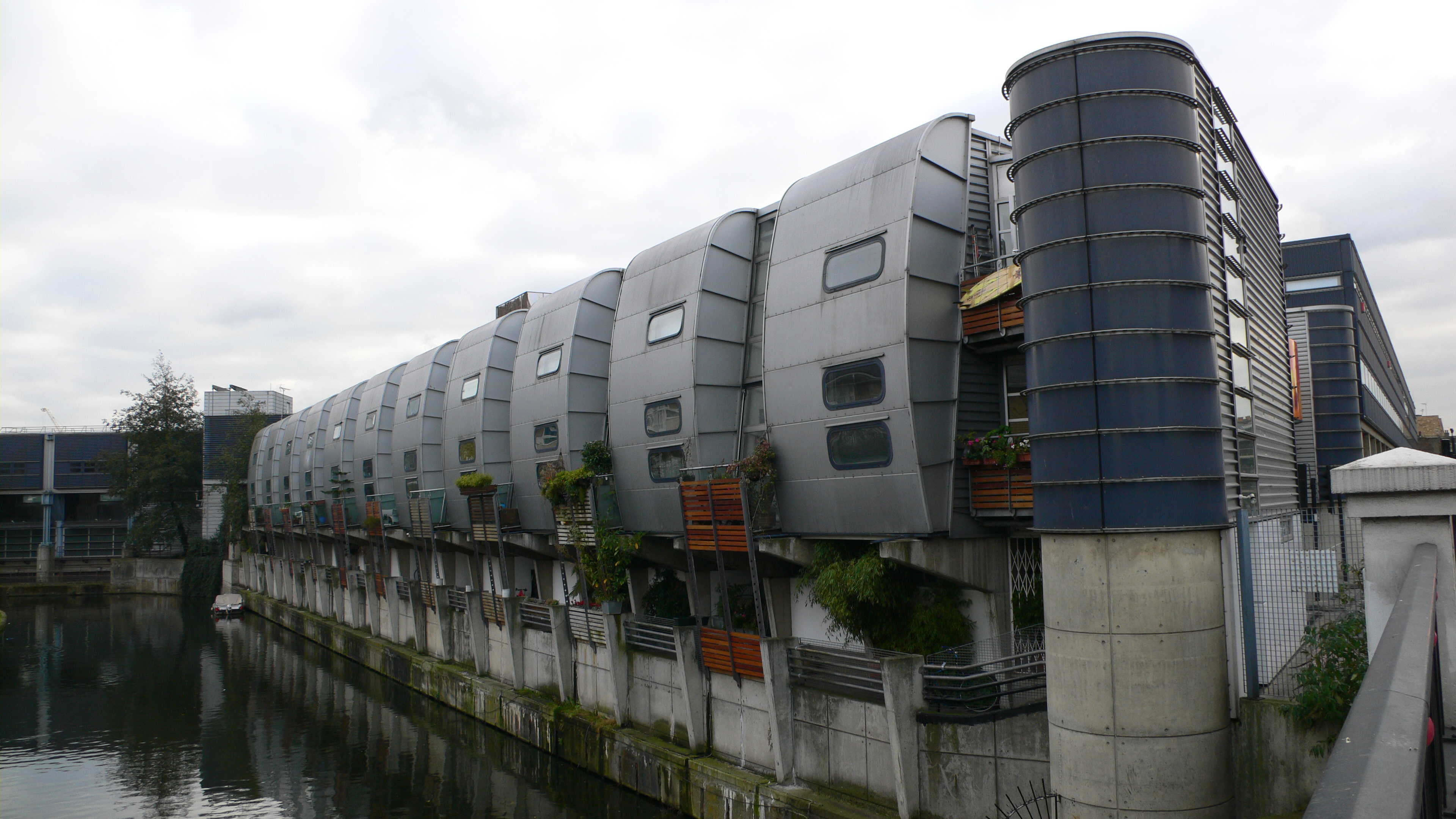
Nicolas Grimshaw: Wohnungen, London, Camden Town, 1988

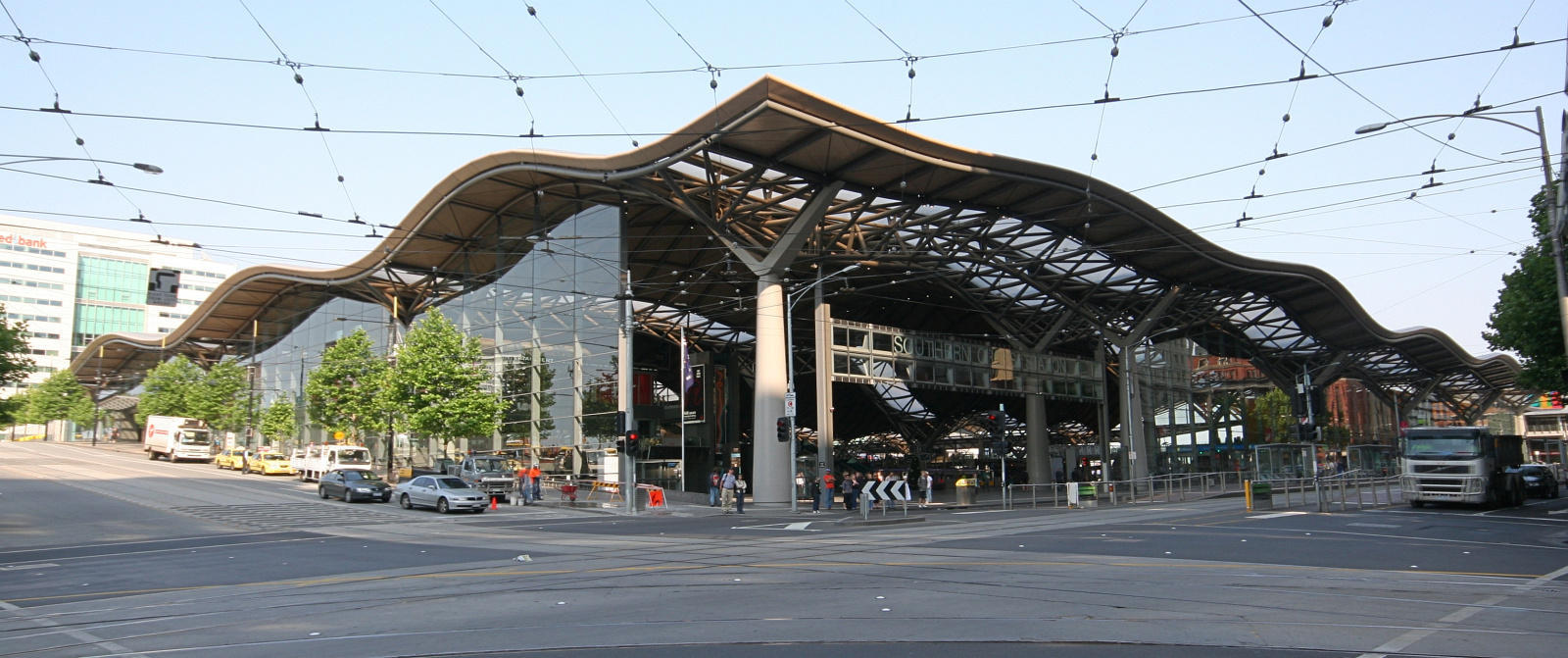
Melbourne Southern Cross (2002–05)

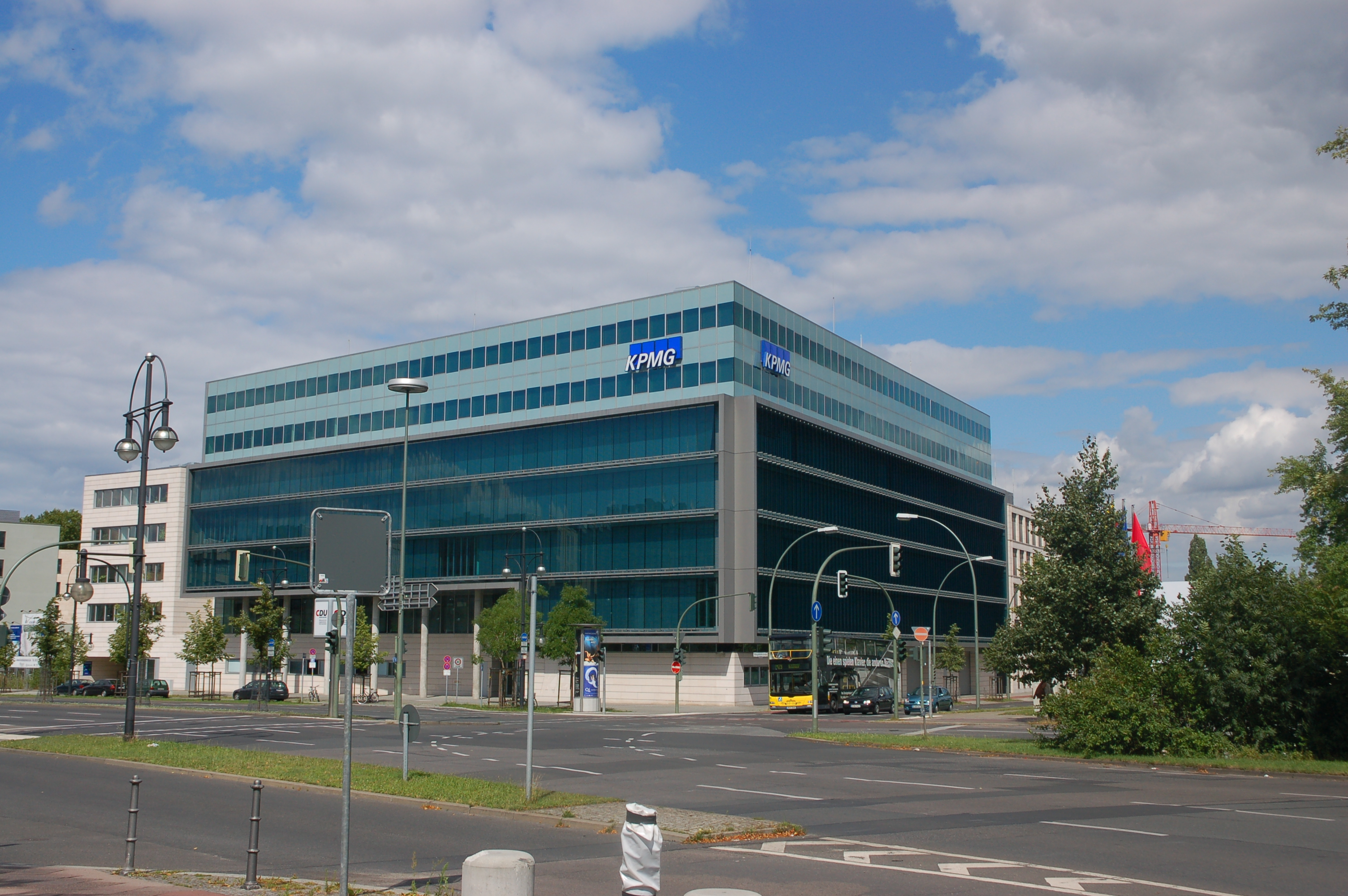
National Office (Deutschlandzentrale) von KPMG in Deutschland in der Klingelhöferstraße, Berlin

Sir Nicholas Grimshaw CBE PRA (* 9. Oktober 1939 in Hove am Ärmelkanal, East Sussex) ist ein prominenter Architekt aus Großbritannien, zu dessen bekanntesten Gebäuden das Londoner Eisenbahnterminal Waterloo und das Eden Project in Cornwall gehören. In Deutschland hat er das Ludwig-Erhard-Haus in der Fasanenstraße in Berlin, die Five Boats in Duisburg, die Fabrik der Firma igus in Köln und zwei Fabrikhallen auf dem Vitra Campus in Weil am Rhein errichtet und zeichnet für den Masterplan desselben verantwortlich. In der Schweiz zeichnet er für das Airside Center am Flughafen Zürich verantwortlich.

## Auszeichnungen
Im Jahr 1993 wurde Grimshaw zum Commander of the British Empire ernannt, und 1997 wurde ihm die Ehrenmitgliedschaft im Bund Deutscher Architekten BDA verliehen. 2002 wurde er als Knight Bachelor („Sir“) geadelt. Von 2004 bis 2011 war er gewählter Präsident der Royal Academy of Arts. 2019 wurde Grimshaw mit der Royal Gold Medal ausgezeichnet.

## Werke (Auswahl)
- 1993 Bahnhof Waterloo, London (1994 mit dem Mies van der Rohe Award for European Architecture ausgezeichnet)
- 1994–97 Ludwig-Erhard-Haus, Fasanenstraße, Berlin
- 2000 Fabrik des Unternehmens igus, Köln
- 2001 Enneüs Heermabrug, Amsterdam
- 2001 Eden Project, Cornwall
- 2002–05 Bahnhof Melbourne Southern Cross, Melbourne
- 2004 Five Boats, Duisburg
- 2005 The Core, Eden Project
- 2006 Caixa Galicia Art Gallery, A Coruña, Spanien
- 2006 Thermae Bath Spa, Bath
- 2007 Experimental Media and Performing Arts Center, Troy, New York
- 2007 University College London Cancer Institute
- 2007 Flughafen Pulkowo, St. Petersburg, Russland
- 2008 London School of Economics New Academic Building, England
- 2010 Masterplan MG3.0, Mönchengladbach
- 2011 Eco Hotel Concept, Vereinigte Staaten
- 2011 The St. Botolph Building, London
- 2012 Mobilizarte Mobile Pavilion, Brasilien
- 2014 Fulton Center, New York City